# João Lopes (hijo)
João Lopes Filho, fue un cantero portugués del siglo XVI, hijo de João Lopes, el viejo (o Velho).
Vivió la mayor parte de su vida en Viana do Castelo, donde colaboró con su padre en la conclusión de la fuente de la plaza de la Reina, actual plaza de la República en la freguesia de Santa Maria Maior (1554 o 1555).
Posteriormente dirigió varias obras de canalización de aguas para esta fuente.

## Obras
Entre las mejores y más conocidas obras de João Lopes, Filho se incluyen las siguientes:

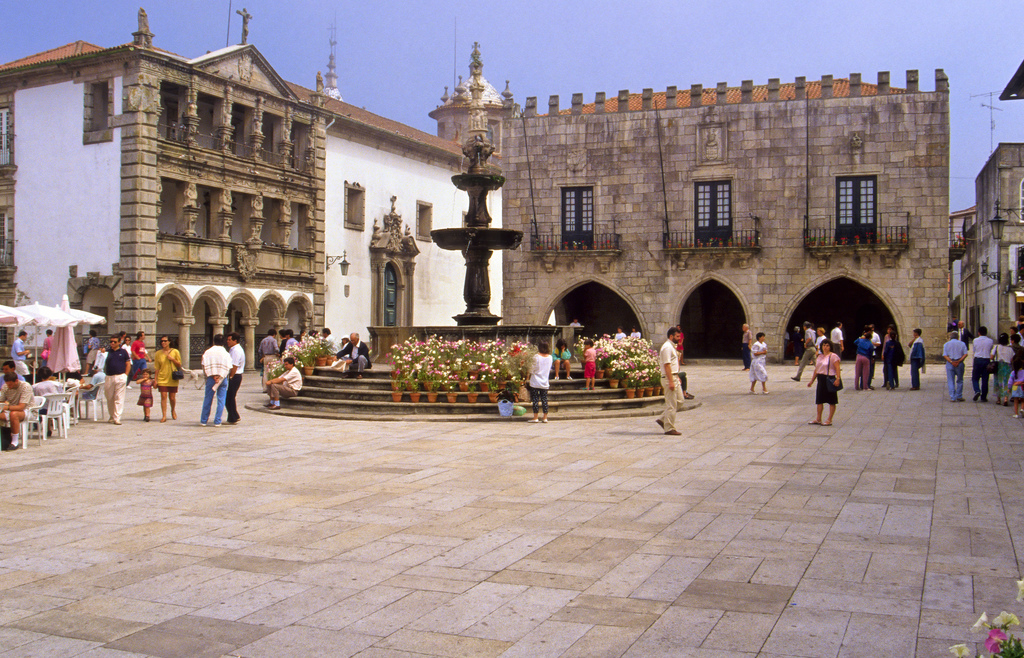
Fuente de la plaza de la Reina al fondo a la izquierda el antiguo hospital de la Misericordia, a la derecha el palacio del Conselho

- Fuente de la plaza de la Reina al fondo a la izquierda el antiguo hospital de la Misericordia, a la derecha el palacio del ConselhoFuente de la Plaza de la Reina (Chafariz da Praça da Rainha) , (1554 o 1555). 41°41′36″N 8°49′41″O / 41.69333, -8.82806